# Філью (тістечко)
Філью (порт. Filhó) — традиційний португальський десерт, також поширений на північному сході Бразилії.
Десерт готують шляхом формування кульок із суміші борошна та яєць. Коли тісто піднялося, кульки обсмажують у фритюрі та посипають сумішшю цукру та кориці. Це традиційна португальська різдвяна випічка. Бразильський варіант замість цукру та кориці зазвичай покривають медом або розтопленою рападурою.